# La Vie de famille
La Vie de famille és una pel·lícula francesa dirigida per Jacques Doillon, estremada el 1985.

## Argument
Dissabte al matí, l'Emmanuel té una disputa domèstica amb la Natacha, la filla adolescent de la seva parella, abans de marxar a passar el dia amb la seva pròpia filla, Elise, que va tenir de Lili. Pare i filla improvisen un viatge junts.

## Repartiment
- Sami Frey : Emmanuel
- Mara Goyet : Elise
- Juliet Berto : Mara
- Juliette Binoche : Natacha
- Aina Walle : Lili, la mère d'Elise
- Simon de La Brosse : Cédric